# Santo-André
Le Santo André est un ancien navire de pêche de la flotte portugaise du cabillaud mis en service en 1948. Il est maintenant un navire musée au Musée maritime d'Ílhavo .

## Historique
Ce chalutier latéral a été construit aux Pays-Bas sur ordre de la Compagnie de Pêche d'Aveiro. C'était un navire moderne de plus de 70 mètres de long et pouvant contenir jusqu'à 1,200 tonnes de poisson.
Dans les années 1980, des restrictions à la pêche dans les eaux extérieures sont apparues, ce qui a entraîné la réduction de la flotte et le démantèlement d'une grande partie de celle-ci. Le Santo André n'a pas échappé à cela et le 21 août 1997, il a été démantelé. 

## Préservation
Son armateur, António do Lago Cerqueira et la municipalité d'Ílhavo ont décidé de transformer l'ancien Santo André en navire musée. L'association Amigos do Museu de Ílhavo prend en charge l'avenir du chalutier. En août 2001, Santo André est ouvert au public pour présenter comment était la pêche à la morue au chalut et honorer la mémoire de tout son équipage pendant un demi-siècle d'activité.
Le navire-musée Santo André est ancré à Jardim Oudinot, dans la ville de Gafanha da Nazaré, municipalité d'Ílhavo.

## Galerie

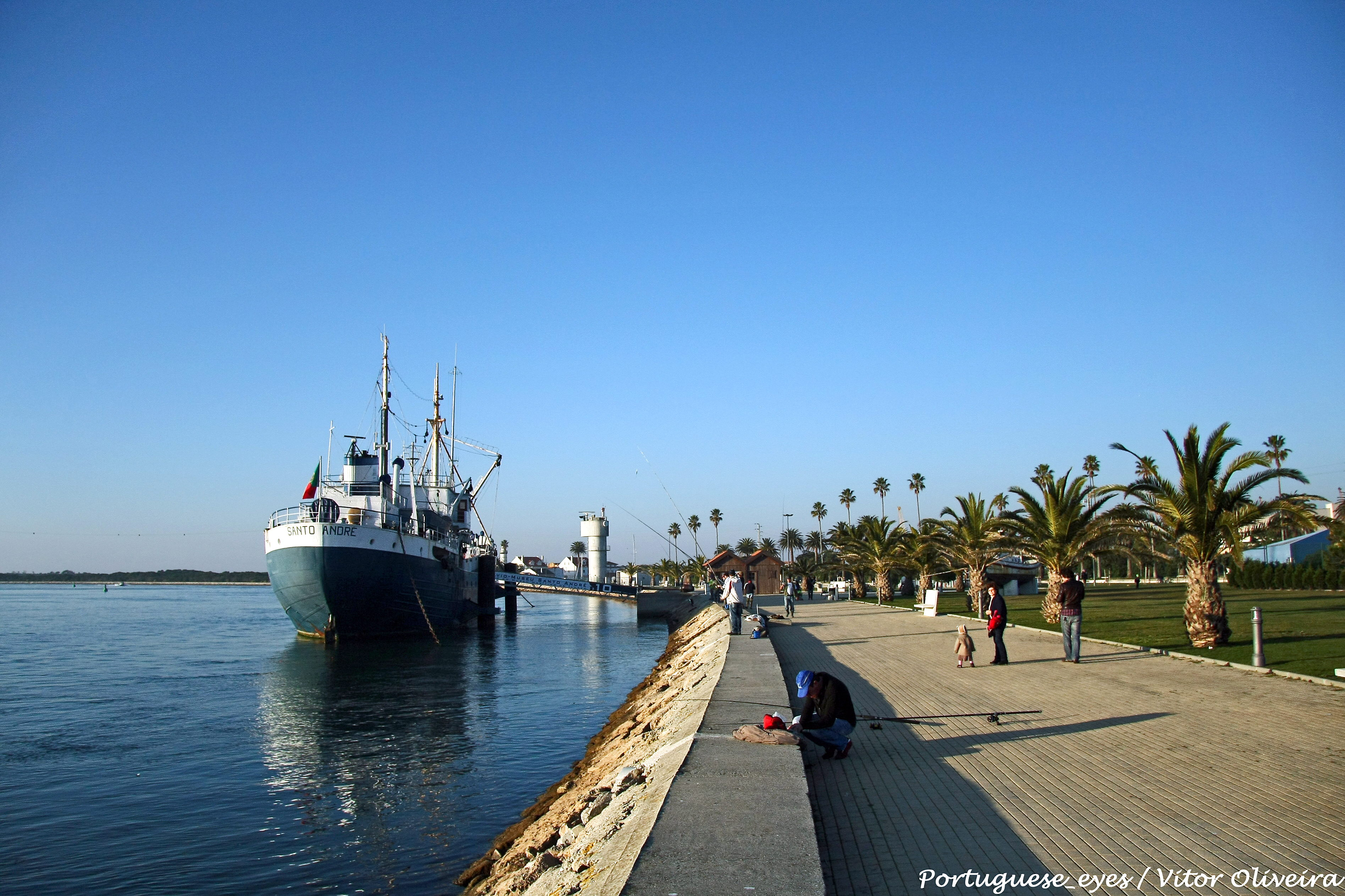
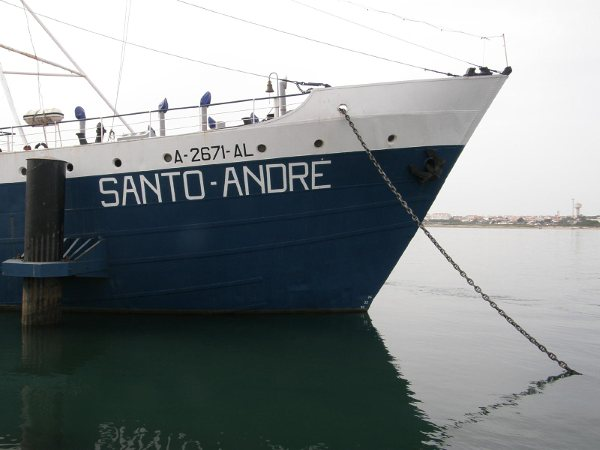